# Rust (відеогра)
Rust — це багатокористувацька відеогра в жанрі симулятор виживання, розроблена Facepunch Studios, яка створила Garry's Mod. Rust був уперше випущений у ранньому доступі в грудні 2013 року, а повний випуск отримав у лютому 2018 року. Rust доступний у Windows і macOS. Консольні версії для PlayStation 4 і Xbox One, розроблені спільно з Double Eleven, були випущені в травні 2021 року. Спочатку Rust був створений як клон DayZ, популярного мода для ARMA 2, з елементами крафта, схожими на елементи Minecraft.

## Ігровий процес
Головним завданням є виживання в жорстких умовах навколишнього середовища. Гравці повинні турбуватися про харчування, захист, майструвати собі знаряддя, бази й укріплення, об'єднуватися між собою. Тварини, такі як вовки і ведмеді, являють собою загрозу для нових гравців, але головну небезпеку становлять інші люди. Гравці можуть боротися за допомогою луків, зброї ближнього бою і вогнепальної зброї. Кулі та інші снаряди летять по балістичній траєкторії. Є кілька типів куль для кожної зброї. Тяжкість шкоди залежить від частини тіла в яку поцілили, а це означає, що поранення в голову тяжче, ніж поранення в іншу частину тіла. В грі присутній лише мультиплеєр.
При початку нової гри гравець має тільки камінь і смолоскип. Для того щоб вижити в цьому світі, гравець повинен збирати своїм персонажем ресурси, такі як дерево і камінь, і використовувати ці ресурси для майстрування інструментів, зброї та іншого обладнання. Також гравець може збирати тканину та м'ясо, вбиваючи тварин і добувати метал та сірку з гірських порід і рубати дерева. Персонаж здатний створити початкові речі у грі одразу, а інші повинен вивчити на спеціальному верстаку який також має 3 рівні апгрейду. Для сворення більш складних речей він повинен використовувати витратні матеріали(компоненти). Компоненти розкидані по карті і деякі з них не можна створити самотужки.
Важливим елементом Rust є посилки, які скидає літак. Такі посилки можуть бути викликані гравцями за допомогою спеціальних сигнальних ракет, або з'явитися випадковим чином. Літаки з таким багажем видно здалеку. Ще одним важливим елементом гри є ударні вертольоти. Вони з'являються через випадкові проміжки часу і атакують гравців, яких бачать.

## Розробка та оновлення
Rust ділиться на дві версії:
- Legacy — застаріла версія, розроблялася з 2013 року і була експериментальною.
- Experimental — нова версія, яку Facepunch Studios розробляє з 2014 року.

#### Відмінності між версіями
Rust Legacy і Rust Experimental сильно відрізняються графікою. На даний момент розробники прагнуть зробити гру максимально реалістичною.
У версії Experimental оновлені моделі тварин, прибрані тварини-зомбі, змінені показники здоров'я у різних тварин, змінена система будівництва — прибрані напівблоки, додані подвійні двері і люки. Самі двері тепер необхідно створювати окремо, в залежності від типу дверей (старі двері неможливо вдосокналити). Опрацьована стабільність будівель, а також додано гниття таким предметам, як будівельні блоки, спальні мішки і шафи з інструментами.
В останній версії з'явилося більше видів броні, від одягу зі шкіри тварин до броні з дорожніх знаків. Тепер карта створюється автоматично. Це означає, що тепер немає єдиної ігрової карти на кожному сервері.
Була змінена шкала спраги і голоду персонажа, а також перероблений метаболізм (швидкий біг або фізична робота змушують персонажа голодувати).

### Останні оновлення
Система креслень дозволяла привнести в гру елемент high-end контенту. Були доступні базові предмети для майстрування (крафту), але для складніших речей були потрібні креслення.
У липні 2016 року було впроваджено систему досвіду. Від старої системи креслень довелося відмовитися, але є можливість переключитися на неї. Тепер гра більш схожа на симулятор виживання з елементами класичної RPG. Гравець отримує досвід і рівень, і може відкривати нові предмети для крафту.
У листопаді 2016 року система досвіду була замінена на систему компонентів. Тепер всі предмети в інвентарі відкриті, але для крафту деяких необхідні деталі — компоненти.

## Продажі
За перші два тижні від початку альфа-релізу було продано більше 150 000 копій, тоді як копій Garry's Mod було продано 34 000 на межах того ж періоду часу. Через два місяці продаж гри перейшов позначку в один мільйон, а до кінця 2015 року, було продано більше 3 мільйонів копій. У лютому 2014 року Rust обігнав Garry's Mod з точки зору продажів на 30 мільйонів доларів США.